# Mara Cruz
Mara Cruz (Madrid, 24 mars 1941) est une actrice espagnole.

## Filmographie
- 1958 : La Révolte des gladiateurs
- 1958 : Les Italiens sont fous (Gli italiani sono matti) de Duilio Coletti et Luis María Delgado
- 1959 : Le Lion de Babylone (Der Löwe von Babylon) de Johannes Kai
- 1962 : Le Tueur à la rose rouge (Nur tote Zeugen schweigen) d'Eugenio Martín
- 1967 : Deux Croix pour un implacable ( Dos cruces en Danger Pass) de Rafael Romero Marchent
- 1967 : Une balle, c'est ton prix (Los 7 de Pancho Villa) de José María Elorrieta : Vera Stevens